# Chrast, Chrudim
Chrast là một thị trấn thuộc huyện Chrudim, vùng Pardubický, Cộng hòa Séc.